# アンディ・アルディヤンサ
アンディ・アルディヤンサ(Andy Ardiyansah、1978年11月25日  - )は、インドネシアの男子ビーチバレー選手。ココ・プラセティオ・ダルクンコロとペアを組んでいる。2008年アジアビーチゲームズに出場しており、予選は1位、決勝では21 - 18、19 - 21、16 - 14でカザフスタンのペアを破り優勝した。2006年にはドーハで開催されたアジア大会に出場しているが、3位決定戦で同じインドネシアのペアに敗れ4位となっている。同年にはファイテンビーチバレーJBVツアーの福岡大会に出場しており、3位となっている。